# 金黄公鸡与母鸡

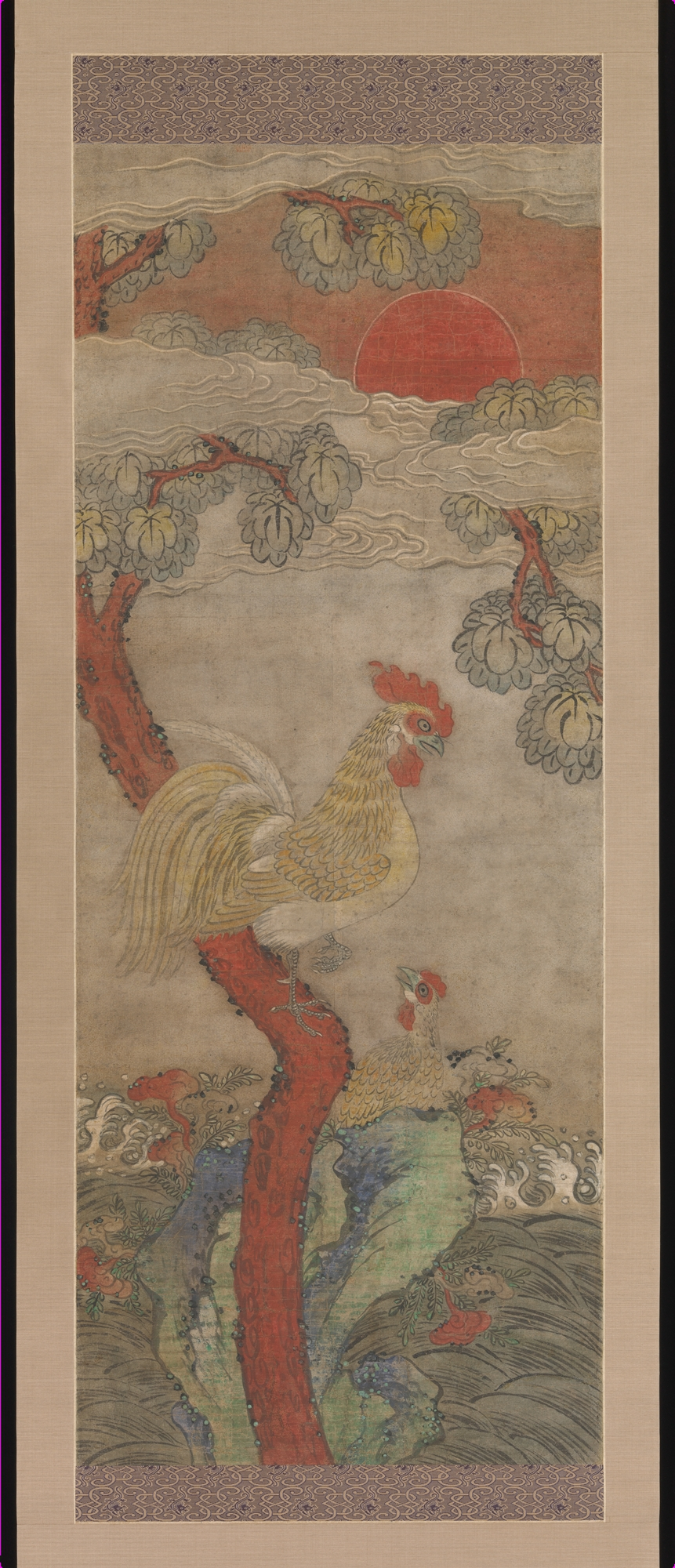
现收藏于美国纽约大都会艺术博物馆的《金黄公鸡与母鸡》画作

《金黄公鸡与母鸡》是一幅19世纪初期诞生于朝鲜半岛李氏朝鲜时期的卷轴画作，作者不详。其画作本身高约114.3厘米，宽约45.7厘米。若计装饰物及画作本身整体则高约200.7厘米，宽约62.9厘米。这幅画作代表了朝鲜绘画中两个既定主题的组合，即鸟类和花朵，以及长寿的十大象征——太阳、山脉、水、岩石、云朵、松树、龟、鹤、鹿和蘑菇。这幅作品描绘了一对金色的公鸡和母鸡分别栖息在一棵泡桐树和一块岩石上的场景，象征着鸿运当头和否极泰来。目前收藏于美国纽约大都会艺术博物馆。

## 简介
在中华传统文化中，鸡文化占据着重要地位。在古人眼里，鸡被视为一种具有“文、武、勇、仁、信”等优秀品质的道德动物，这种文化同时也影响了亚洲邻国。在朝鲜半岛的李氏王朝时期，诸如老虎、龙、鹤、鹿等吉祥生物出现在一系列的艺术作品上，证明了这些生物在朝鲜艺术与朝鲜文化中的重要性和普遍性。《金黄公鸡与母鸡》于19世纪初期的朝鲜半岛李氏朝鲜时期完成。画作本身高约114.3厘米，宽约45.7厘米。若计装饰物及画作本身整体则高约200.7厘米，宽约62.9厘米。通过两个朝鲜绘画既定主题鸟类和花朵的组合，以及长寿的十大象征——太阳、山脉、水、岩石、云朵、松树、龟、鹤、鹿和蘑菇的描绘，象征着鸿运当头和否极泰来。由于缺乏文献证明，作者和具体创作时间不详。
1919年，《金黄公鸡与母鸡》由罗杰斯基金会捐赠给大都会艺术博物馆。在1984年至2015年期间前后在纽约、新奥尔良、火奴鲁鲁、旧金山、塔尔萨和洛杉矶出展七次。

## 延伸阅读
- 大都会艺术博物馆官方网站 （页面存档备份，存于） （英文）
- 19世纪至20世纪的朝鲜艺术 （页面存档备份，存于） - 大都会艺术博物馆 （英文）
- 朝鲜时期艺术作品 （页面存档备份，存于） - The Mary Griggs Burke Collection, Mary and Jackson Burke Foundation （英文）